# تیلدزلی
تیلدزلی (به انگلیسی: Tyldesley) یک شهرک در بریتانیا است که در کلان‌شهر مستقل ویگان واقع شده‌است. تیلدزلی ۱۶٬۱۴۲ نفر جمعیت دارد.